# Niamina West
Niamina West é um distrito da Gâmbia.